# ハンブルク攻囲戦 (1686年)
ハンブルク攻囲戦（独: Belagerung Hamburgs）は、1686年の3週間にわたる攻城戦である。これはハンブルクを屈服させようとするクリスチャン5世の試みにおいて、武力を伴う頂点となるものであったが、最終的に失敗に終わった。

## 背景

### 歴代の宗主権問題
ハンブルクはハンザ同盟に加盟していたが、当初は自由都市でも、帝国自由都市でもなかった。1510年の神聖ローマ皇帝マクシミリアン1世によるハンブルクの自由都市への昇格や、1618年の帝国最高法院によるその確認を、デンマーク王は認めて来なかった。デンマークから見れば、ハンブルクは正式にホルシュタイン公領に属しており、ホルシュタイン公でもあるデンマーク国王は引き続き臣下たるハンブルクに臣従儀礼を取るよう求めていたのである。ついには非常に穏やかな形ではあるが、すでに1603年、デンマーク国王クリスチャン4世とシュレースヴィヒ＝ホルシュタイン＝ゴットルプ公ヨハン・アドルフに対し臣従の礼が捧げられていた。軍事力をもってハンブルクを屈服させようとする、デンマークの後の試みは1616年、1629年及び1630年から1643年にかけて失敗した。1643年の最初の攻囲戦に続く、表面的で熱意を欠く臣従の誓いと賠償金の支払いは、このハンザ都市に対する実効的な宗主権がデンマークにあることを意味しなかった。早くも2年後、ハンブルクはスウェーデンの助けを借りて再び独立したのである。
1650年から1651年にかけてデンマーク王家と、その傍流であり、ホルシュタイン公領を支配していたシュレースヴィヒ＝ホルシュタイン＝ゴットルプ公家の双方が、ハンブルクに対し1回限りの貢納金の支払いによる、臣従の義務の最終的な解消を初めて申し出た。1652年までは実際にその交渉が行われたが、三十年戦争の損害を経て節制に努めていたハンブルクは、この解決策を断った。
しかしデンマークの干渉は、ハンブルクがその要塞施設を強化する原因となる。1626年までに、21基の稜堡と最高9メートルの防壁を伴う城壁が建設された。また、1679年にデンマークが攻囲戦を挑むと1682年にはシュテルンシャンツェ（星形堡塁）が築かれる。新たな警備体制は新しい民兵連隊や、同中隊の創設に繋がり、17世紀には80,000人から100,000人の人口に対して最大11,000名の市民が武装していたのである。これに俸給を受け取る職業軍人の兵団も加わった。他方、デンマークは1616年、下エルベのグリュックシュタットに税関を建設し、ハンブルクのすぐ隣りにある、ホルシュタイン公領のアルトナを競合都市へと拡張していた。

### 領域喪失の代償
3回の敗戦と和約（1645年のブレムセブルー条約、1658年のロスキレ条約と1660年のコペンハーゲン条約）を通じてデンマークは故地の一つであるスコーネ地方、即ち国土の1/3をスウェーデンに奪われた。ネーデルラントの支援下で敢行した報復戦争は、緒戦の成功にも拘らず失敗に終わる。ルンドの和約（1679年）によって、デンマークは奪還した地域を再び手放さなくてはならなかった。この領土喪失の代償として、今やハンブルクが狙われることになったのである。講和から幾日も経たない内にクリスチャン5世はハンブルクに対する1回目の攻囲戦を開始したが、ハンブルクが220,000ターラーを支払い、ピンネベルクの和議で臣従の請求権の法的な確認を約束すると兵を引いた。
過去のドイツにおける伝統的な歴史記述では、フランス国王ルイ14世を1686年における2回目のハンブルク攻囲戦を背後で推進した者と見なしてきたが、それは部分的に不当な主張である。なぜならフランスは交渉を通じて解決を図るよう繰り返し注意を促し、自ら仲介を申し出ていたからである。またスウェーデン国王カール11世も、自国に対するさらなる報復戦争への関心を逸らすべく、その努力をハンブルクに向けるようクリスチャン5世を鼓舞していた。

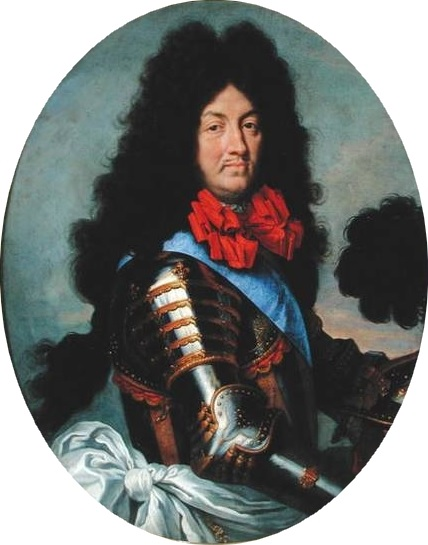
ルイ14世は、裕福なハンブルクの併合によるデンマークの伸長に、国益を見出さなかった。
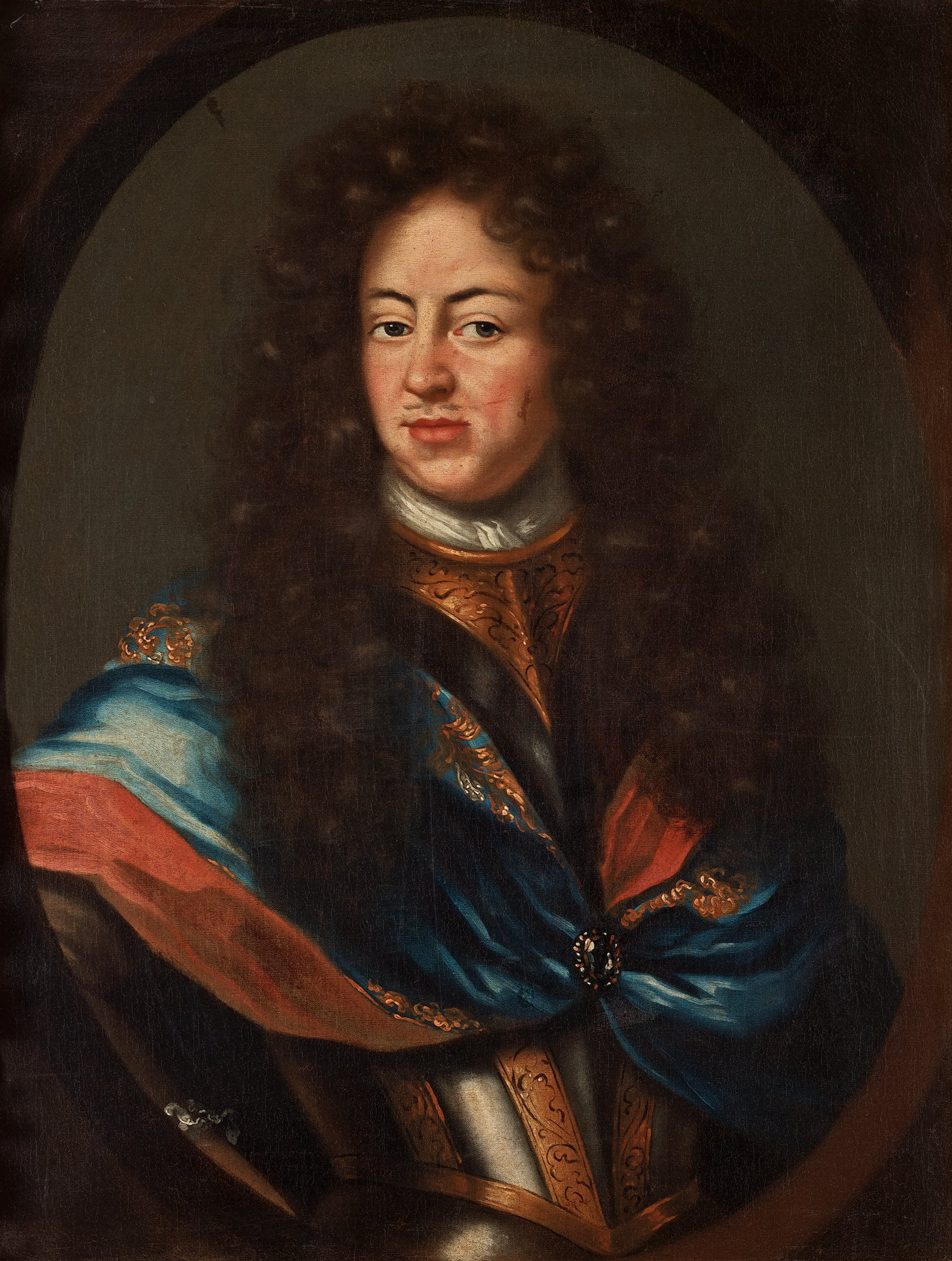
カール11世はクリスチャン5世の義弟であり、ハンブルクに対抗するための助力を彼に申し出た。

実際にデンマーク軍による攻撃は、バルト海沿岸と北ドイツを数十年にわたって抗争に巻き込んできた、二つの同盟の解消を背景に実施された。それらはスウェーデン＝フランス同盟とデンマーク＝ネーデルラント同盟である。スウェーデンは1679年、フランスの国益に即した行動が、ドイツにおける自国の所領を引き換えにしかねないことを経験しなくてはいけなかった。スウェーデン領ポメラニア、ヴィスマールとブレーメン＝フェルデン公領はデンマーク軍、ブランデンブルク軍とリューネブルク軍に奪われた。フランスの介入により、サン＝ジェルマン講和条約でその大部分は返還されたものの、いくつかの小さな領域（ヴィルデスハウゼン、テディングハウゼン、デルフェルデン、カミーンとグライフェンハーゲン）は失われた。他方、デンマークはスウェーデンに奪われた領土を奪還する上で、ネーデルラントからの援助が不足していたと認識せざるを得なかった。同年、フランスがブランデンブルクと同盟し、スウェーデンと同君連合で結ばれていたプファルツ＝ツヴァイブリュッケン公領を1681年に併合する（再統合政策）と、フランスとスウェーデンの関係は急速に悪化する。その結果、1679年にはまだスウェーデン、ひいてはハンブルクに味方していたフランスでは、1682年にルイ14世がクリスチャン5世と秘密の同盟条約を締結し、デンマークに補助金と要求の承認を与えた。

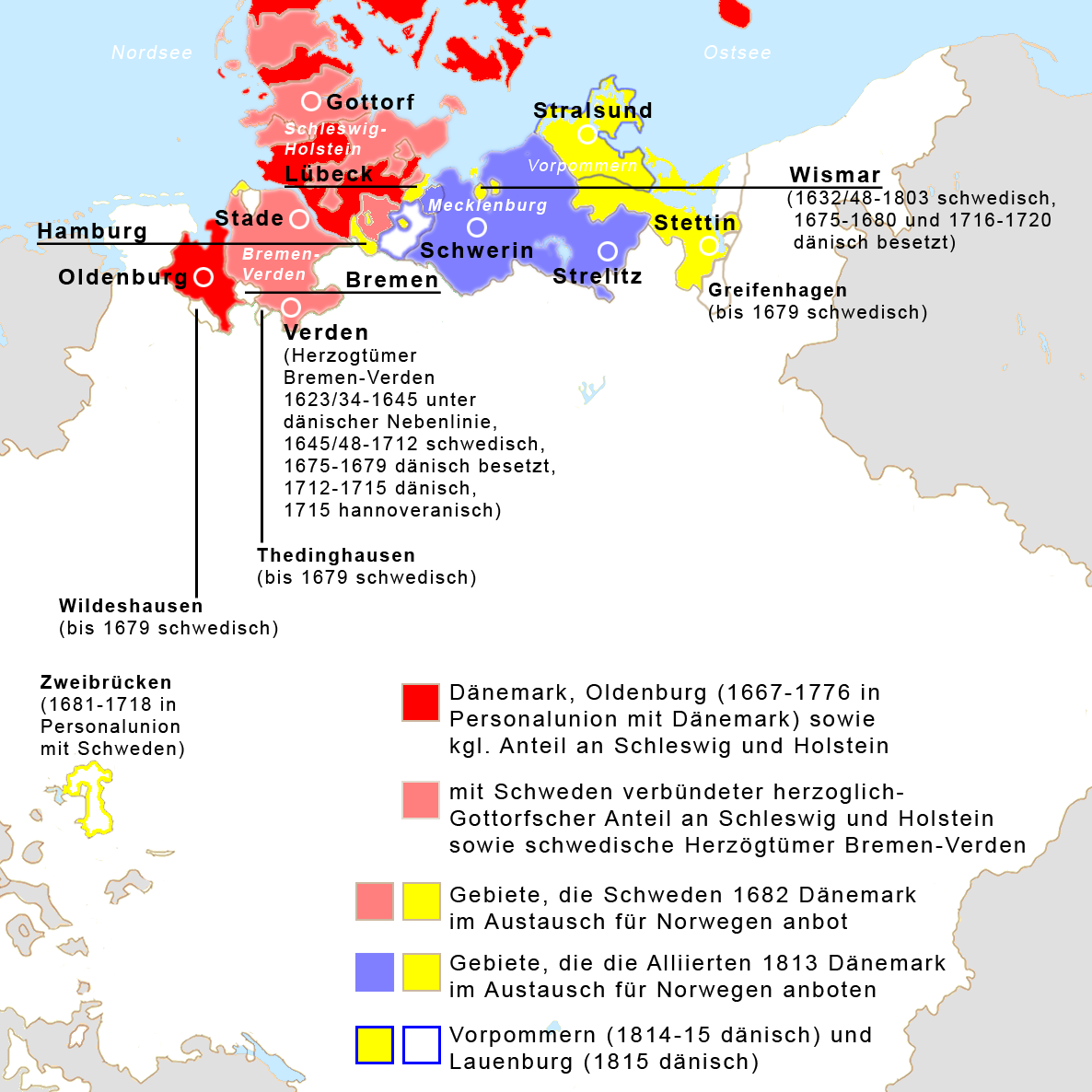
ハンブルクはスウェーデン領をも含む、北ドイツにおけるデンマークの勢力圏の中心にあった。

フランスの支持を失ったスウェーデンは、軍備（何より打撃を受けた艦隊の再建）を改めて整えたり、新しい同盟国を探したりするための時間を稼ぐべく、ひとまずデンマークとの和解を模索する 。1682年8月と1683年5月には、スウェーデンの使節がノルウェーとの交換、そしてスコーネ地方の最終的な放棄と引き換えにドイツにおける全てのスウェーデン領、スウェーデンと同盟していたシュレースヴィヒ＝ホルシュタイン＝ゴットルプ公領に対するデンマークの要求の承認、さらにハンブルクとリューベックを征服する際の軍事的支援まで提案したとされる。しかし、このような支援の実効性やスウェーデンの熱意には疑問が持たれている。同国はすでに1654年と1666年、同様の戦争において比較的弱体なハンザ都市、ブレーメンに対し、要求を貫き通すことができなかったからである。クリスチャン5世が1684年と1685年、リューベック司教領とシュレースヴィヒ、ホルシュタイン両公領におけるホルシュタイン＝ゴットルプ家の領地を占領すると、カール11世はこれを認めたものの、1686年にスウェーデンは改めて陣営を換えたブランデンブルク＝プロイセンとともに、フランスに対抗するアウクスブルク同盟に参加した。フランスはデンマークともども孤立したのである。

## 前史
この紛争の直接的な原因は、外交情勢ではなくてハンブルク内部の権力闘争と騒擾、いわゆる「ヤストラムとスニットガーの騒擾」であった。都市貴族的で寡頭制の市参事会と、ハンブルク市議会の民主的な民衆運動家との対立は1684年、市長ハインリヒ・モイラーの追放に繋がった。「三十人委員会」（「Ausschuß der Dreißig」、「Dreißiger-Ausschuß」、「Dreißiger-Kollegium」もしくは単に「Dreißiger」とも）によって組織された民衆運動の指導者はコルト・ヤストラムとヒエロニュムス・スニットガーであった。新しい市長となったのは、ヨハン・スリューターである。

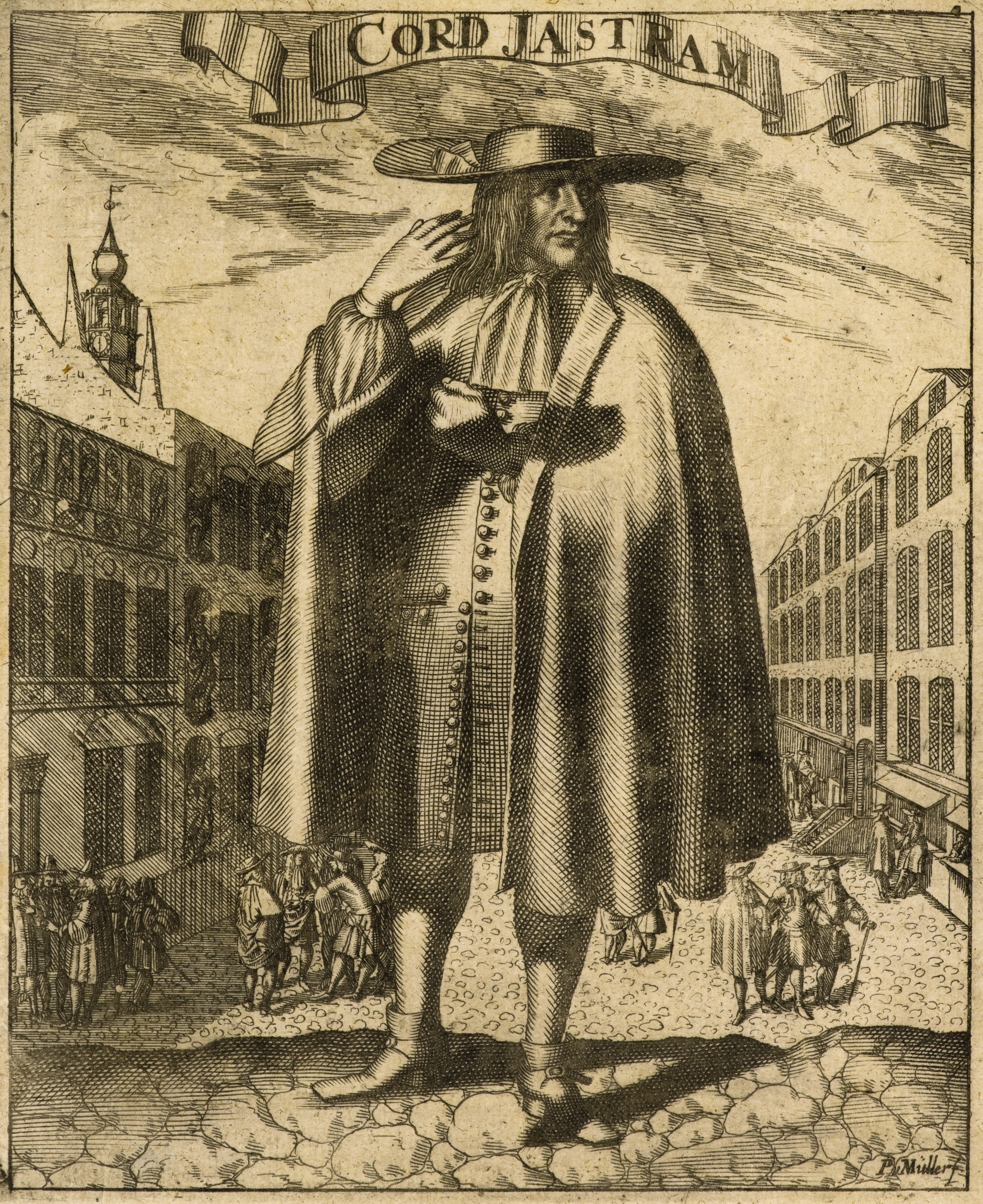
コルト・ヤストラム（ドイツ語版）は、かつて扇動者・裏切り者とされたが、現在では民主主義者、もしくは愛国者として評価されている。
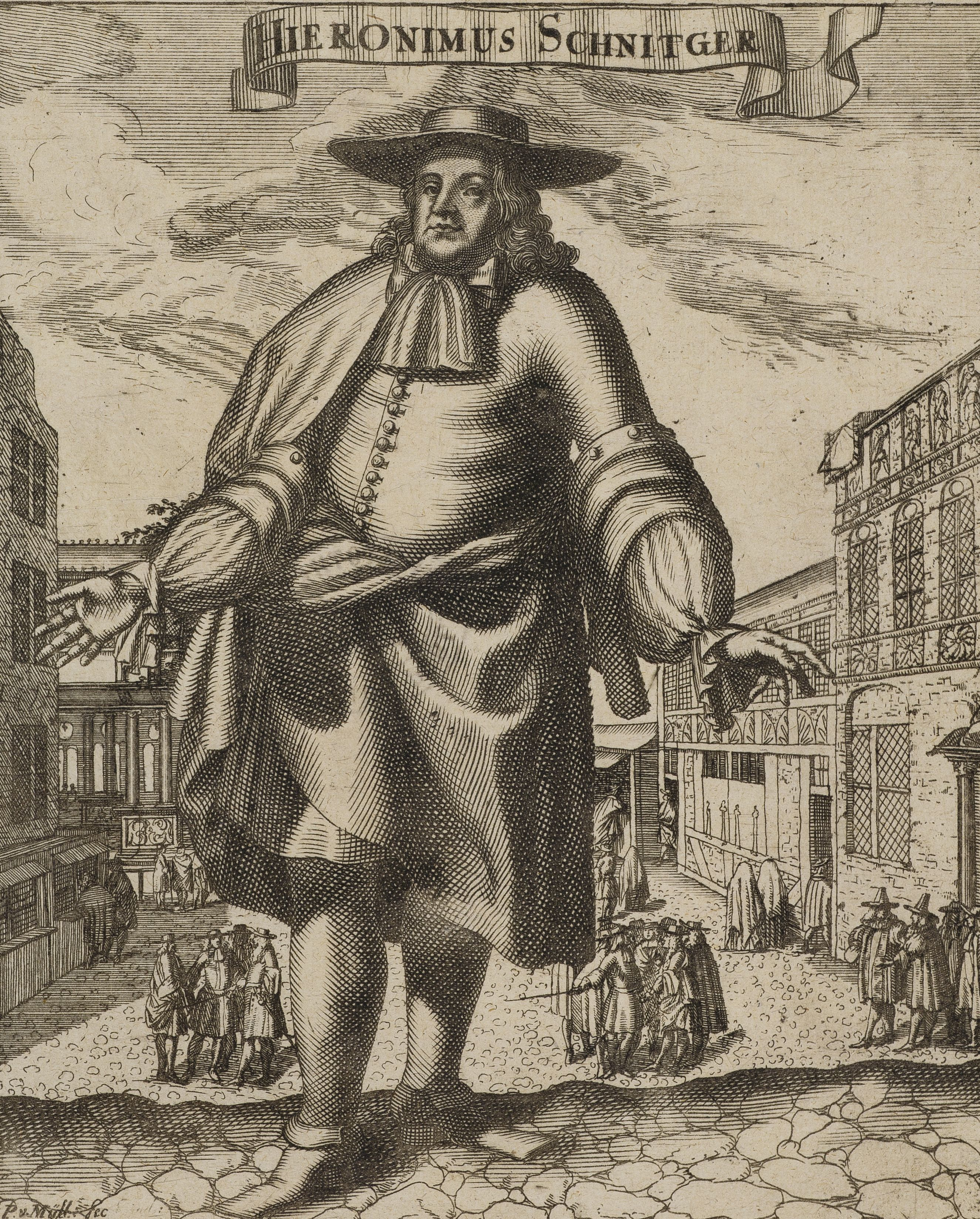
ヒエロニュムス・スニットガー（ドイツ語版）は1685年に誘拐されたが、ブランデンブルクの仲介で解放された。

元市長のモイラーは、ツェレにあるブラウンシュヴァイク＝リューネブルク公ゲオルク・ヴィルヘルムの宮廷に逃れ、皇帝レオポルト1世の助けを求めた。南ヨーロッパの大トルコ戦争で多忙だった皇帝は、公に帝国執行と、モイラーのハンブルク市長復職を命じる。リューネブルクはハンブルクとも、デンマークともフェーデを展開しており、1684年8月にはブランデンブルクと同盟していた。公は1686年1月、2,000名の軍をハンブルクへ派遣し、その近郊都市であるモーアブルク、フィーアランデとベルゲドルフを占領させた。1月29日、ヘックカーテン（ビルヴェアダーとベルゲドルフの間）でハンブルクの擲弾兵とマスケット銃兵はリューネブルク軍に敗北を喫し、ビルヴェアダーも占領される。交渉を経てリューネブルク軍は4月にフィーアランデ、ベルゲドルフとビルヴェアダーからは撤収したものの、戦略的に重要なモーアヴェアダーは確保し続けた。

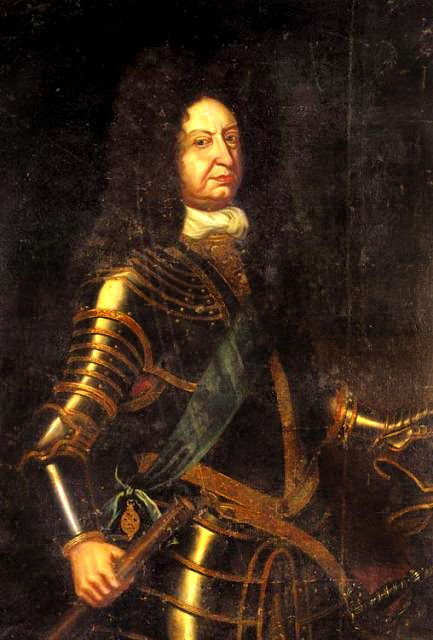
ブラウンシュヴァイク＝リューネブルク公ゲオルク・ヴィルヘルムはハンブルクとのフェーデを終わらせ、同市を防衛するべく援軍を送った。
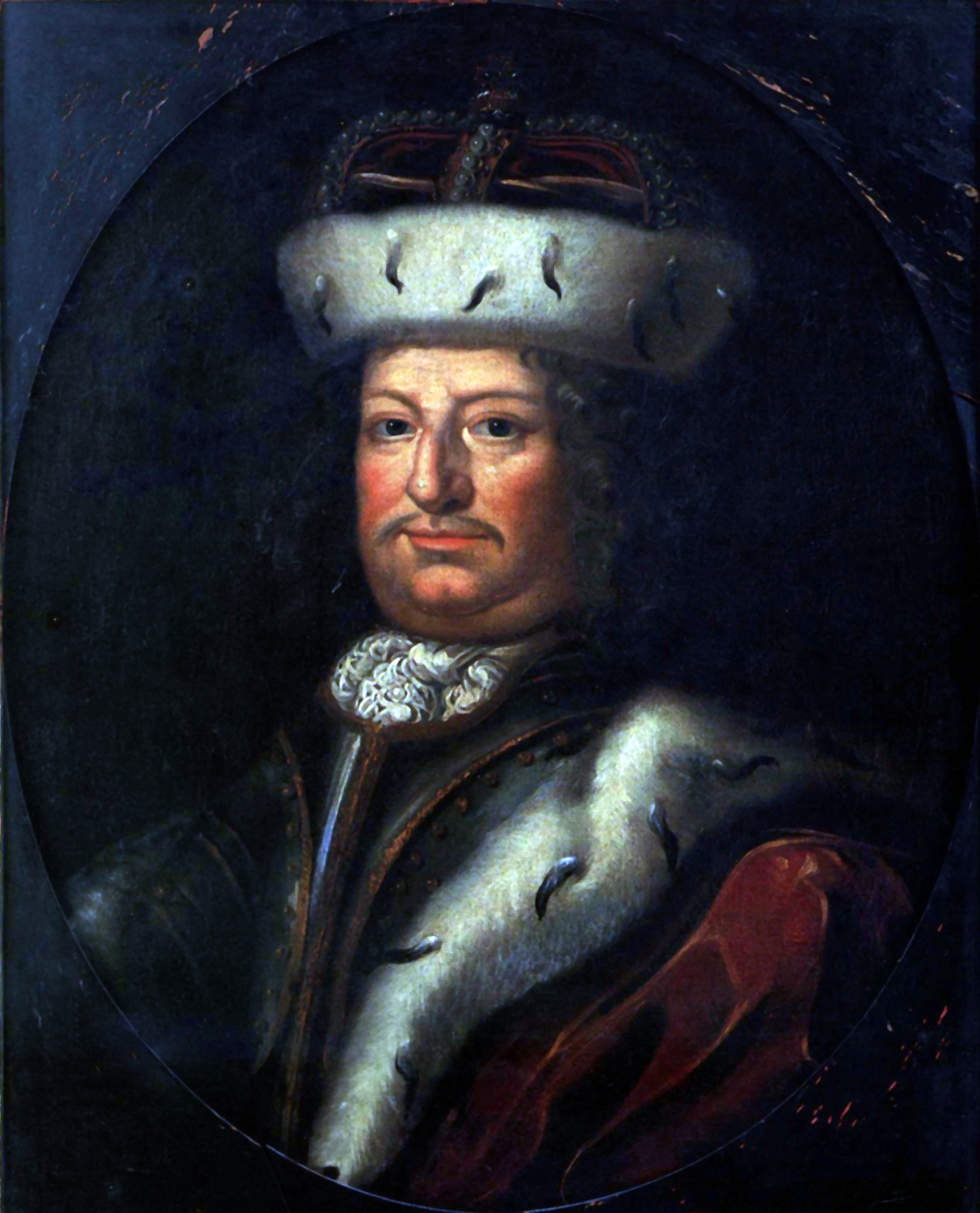
ブランデンブルクの大選帝侯も援軍を派遣したが、到着したのは停戦の後であった。

リューネブルク軍の行動はクリスチャン5世に1686年2月以降、ホルシュタイン公領のバート・オルデスローとオッテンゼンへ部隊を集結させる契機を与えた。デンマークの軍艦は、エルベ川を封鎖する。当初は16,000名を数えた軍には多数の重砲と、近衛兵7,000名が含まれていた。その指揮権を、クリスチャン5世は異母兄のウルリク・フレゼリク・ギュルデンレーヴェに託す。三十人委員会はハンブルクからの免焼金と、リューネブルク軍が同市を再び攻撃してきた際にデンマークから受ける支援について協議するべく、市議のパウリをクリスチャン5世の許へ派遣した。1686年8月19日、クリスチャン5世はアルトナへ移り、アンドレアス・パウリ・フォン・リリエンクローンを使者として遣わし、ハンブルクに条件と金銭の要求を伝達した。そして世襲的臣従、400,000ターラーの支払いとデンマークの駐屯部隊2,000名から3,000名の継続的な受け入れ及び給養を要求したのである。さもなければ町はデンマーク軍の砲撃によって、突撃を受ける危機に瀕するほど破壊されることとされた。

## 攻囲戦の経過

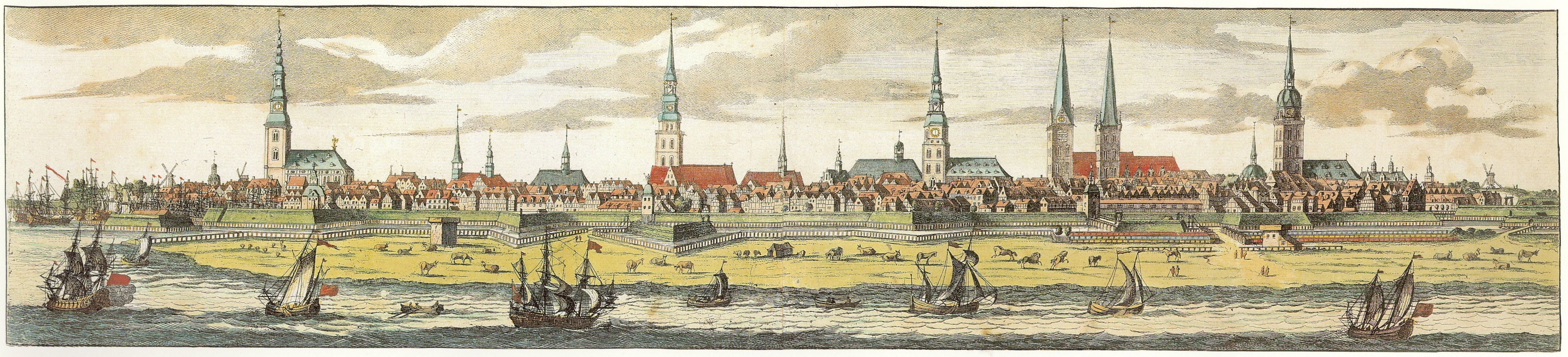
防壁に囲まれたハンブルクの風景。 ペーター・シェンクの絵画（1682年)。

8月20日、デンマーク軍はアイムスビュッテルへ前進する。その間に、ハンブルク軍はシュテルンシャンツェの守備隊を急いで増強した。デンマークの最後通牒は、市内の政変に繋がった。8月22日、デンマーク軍がシュテルンシャンツェに対する大規模な砲撃を開始すると、親デンマーク的であるとして信用を失ったスニットガーとヤストラムが逮捕されたのである。ブランシュヴァイク＝リューネブルク公ゲオルク・ヴィルヘルムはリューネブルクの部隊をハンブルク軍の指揮下に移す。8月25日まではハンブルク兵、リューネブルク兵とスウェーデンの義勇兵が交代で守備に就いていたシュテルンシャンツェが主戦場となった。守備隊の出撃と、スウェーデン士官の指揮下に実施されたアルトナへの砲撃はデンマーク軍の士気を挫き、アルトナの破壊に繋がる。早くも8月26日には、ブランデンブルクとイギリスの提案で停戦が合意に至った。
デンマークの攻囲軍は、ハンブルクを完全には包囲していなかった。堤防門とミラーン門では激しい戦闘が繰り広げられていた一方、例えばシュタイン門を通って幾千名もの歴戦のリューネブルク兵が、8月29日以降はブランデンブルク兵ともども繰り返し市内へ来援したのである。クリスチャン5世が増派できたデンマーク兵は2,000名に留まったが、ドイツ諸邦からハンブルクへ駆けつけた援軍は休戦の間に8,000名に及んでいた。9月5日、リューネブルク軍の一部はブランデンブルクの新たな諸連隊と交代した。これによってハンブルク市内には20,000名が駐留することになり、さらに6,000名のブランデンブルク兵がエルベ川を遡って進軍中であった。反撃の脅威に直面したクリスチャン5世は9月6日、オッテンゼンへの退却を命じる。それは9月10日に完了した。

## 攻囲戦の影響
停戦の発効直後から、徹底的な外交交渉が始まる。皇帝、スウェーデンとネーデルラントが威圧的な態度で臨んだ一方、フランスはハンブルクのために尽力し、ブランデンブルクの姿勢も融和的であった。クリスチャン5世は当初、ハンブルクのみと直接交渉することを望んでいたが、結局はフランス・ブランデンブルク両国並びにイギリス、ヘッセン＝カッセル方伯領とザクセン選帝侯領の仲介を受け入れた。その場として彼がこだわったのは、占領したシュレースヴィヒ公領にあるゴットルフ城である。交渉は9月22日、そこで開始された。ハンブルクは最初から交渉の場所と、賠償金の支払いのどちらにも抗議していたが、最終的に何よりブランデンブルクから譲歩を迫られた。他方、デンマークに妥協を強いたのはイギリスである。デンマークは1679年に合意した、ピンネベルクの和議の順守を要求した。またフランスの提案では当初、クリスチャン5世が求めた400,000ターラーが支払われることになっていた。これに対し、ハンブルクが被害額を100,000ターラーと見積もった一方、デンマークが交渉の打ち切りをもって威圧すると、デンマークに対する戦費300,000ターラーの支払いと、クリスチャン5世が求めた宗主権の法的確認を改めて行うことで双方の意見が一致を見た。最終的にこの合意が成立したのは1686年10月16日のことであり、11月2日にゴットルフの和議として調印に至る。これを受けてリューネブルク軍とブランデンブルク軍は10月中旬にもハンブルクから撤収し、11月7日にはクリスチャン5世が同市との交戦状態の終結を宣言した。仲裁の努力に報いて彼はザクセン侯世子ヨハン・ゲオルクとその息子、フリードリヒ・アウグストにエレファント勲章を贈り、称揚している。
まだ合意が成立する前に、スニットガーとヤストラムは公開裁判で死刑を宣告され、1686年10月4日に内蔵抉り・四つ裂き及び斬首の刑に処せられた。彼らの首は杭に串刺しにされた上で、ミラーン門とシュタイン門で晒される。クリスチャン5世は、両名及び三十人委員会の他の者に対する特赦を要求したが、徒労に終わった。スリューターは10月21日に獄死した。11月11には、モイラーが市長に復職している。

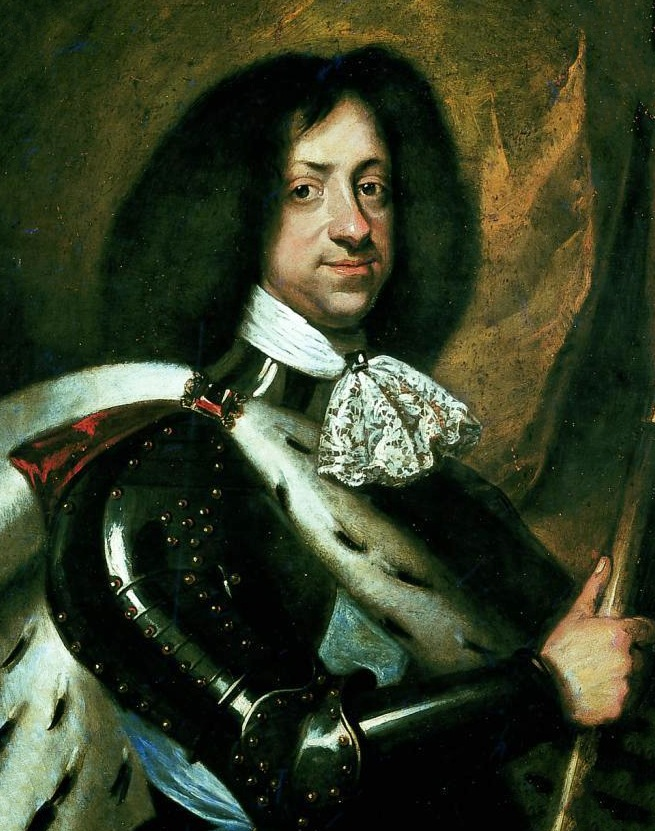
クリスチャン5世はハンブルク、ゴットルフとラッツェブルク（英語版）のいずれも獲得できなかった。
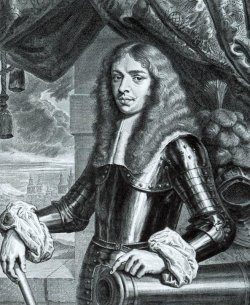
クリスチャン5世の義兄、クリスチャン・アルブレクト。

ゴットルフ城で交渉の参加者は、シュレースヴィヒ＝ホルシュタイン＝ゴットルプ公クリスチャン・アルブレクトとその弟、リューベック司教アウグスト・フリードリヒの要求についても交渉で解決を図ることとしたが、その件を最終的にハンブルク問題の解決と結びつけるようとする皇帝、リューネブルクとスウェーデンの要求にブランデンブルクとフランスは反対した。そのため、本件に関する交渉は1687年にようやく始まり、1689年のアルトナの和議に帰結した。これに従い、クリスチャン5世は占領したゴットルプ公の所領を手放す。ひとまず未解決に留まったのは、ザクセン＝ラウエンブルク公領におけるアスカーニエン家系の公家の断絶により、再燃したデンマークとリューネブルクの対立である。ブラウンシュヴァイク＝リューネブルク公ゲオルク・ヴィルヘルムが、デンマークも領有権を主張していたラウエンブルクを占領すると、クリスチャン5世はザクセン＝ラウエンブルク公領の主都、ラッツェブルクの攻囲、砲撃と破壊をもって応じた。しかしデンマークの同盟国、フランスはその間にプファルツ継承戦争で多忙となっていたのである。同国の支援を得られなかったクリスチャン5世は結局、ハンブルクの和議において1693年、ラウエンブルクに対する領有権の主張を放棄する他なかった。ネーデルラントとフランスに代わり、デンマークは1699年にロシア及びポーランドと同盟する。そして大北方戦争中の1712年、デンマークはハンブルクを再び攻囲し、撤収と引き換えに246,000ターラーを受け取った。さらにブレーメン＝フェルデン公領を攻略し、1713年にシュレースヴィヒ＝ホルシュタイン＝ゴットルプ公領を再占領すると、1715年から1716年にかけて、ついにヴィスマールとフォアポンメルンの一部をも征服したのである。